# Petar Vukotić

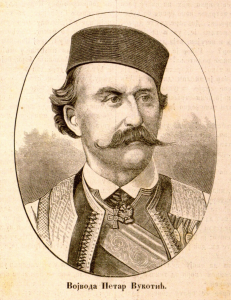
Petar Vukotić

Petar Vukotić (serbisch-kyrillisch Петар Вукотић; * 1826 in Ozrinići, Fürstbistum Montenegro; † 1907) war ein montenegrinischer vojvoda (Deutsch: Herzog) und Großgrundbesitzer, welcher in dem Montenegrinisch-Osmanischen Krieg (1852–1853) und dem Montenegrinisch-Osmanischen Krieg (1876–78) mitkämpfte. Dabei erlangte er bei der Schlacht von Vučji Do am 18. Juli 1876 Bekanntheit.

## Werdegang
Petar Vukotić kam 1826 als Sohn von montenegrinischen Serdar Vukota Vukašinović in Ozrinići zur Welt. Er war mit Jelena Vojvodić verheiratet, welche in dem Dorf Viš in der Nähe der Stadt Danilovgrad geboren wurde. Das Paar hatte drei Söhne, Šale, Matan und Šćepan (Spitzname: Šarac), sowie eine Tochter namens Milena. Vukotić war einer der größten Großgrundbesitzer in Fürstentum Montenegro und enger Freund von Vojvoda Mirko Petrović-Njegoš, mit welchem er in den Kriegen in den 1850er Jahren zusammen kämpfte. Die beiden Freunde beschlossen ihr Bündnis mit der Heirat ihrer Kinder zu festigen. Im Jahr 1853 wurde Milena, die damals noch sechs Jahre alt war, mit Mirkos einzigen Sohn Nikola, welcher damals zwölf Jahre alt war, verlobt. Nikola war der Neffe und Erbe des kinderlosen herrschenden Fürsten von Montenegro Danilo I. Milena bekam zwölf Kinder. Eines von diesen Kindern war Elena, welche später den König von Italien Viktor Emanuel III. heiratete.